# Madjid Guerrah
Pour l’article homonyme, voir Guerrah.
Madjid Guerrah (en arabe : مجيد قراح) est un footballeur algérien né le 23 mars 1980 à Oum El Bouaghi. Il évoluait au poste d'avant-centre.

## Biographie
Il évolue en première division algérienne avec les clubs, du CA Batna et de l'US Chaouia. Il dispute 45 matchs en inscrivant quatre buts en Ligue 1.

## Palmarès
US Chaouia
- Championnat d'Algérie D2 (1) :
  - Champion Gr. Centre-Est : 2002-03.